# Ronde van Spanje 2010/Elfde etappe
De elfde etappe van de Ronde van Spanje 2010 werd verreden op woensdag 8 september 2010. Het was een bergrit van Vilanova i la Geltrú naar Andorra over een afstand van 208 km.

## Verslag
De op een na langste etappe in deze Vuelta eindigde met een slotklim van 15 km naar Andorra. Twee vroege vluchters, de Zwitser Johann Tschopp en de Fransman Mikaël Cherel, konden een kwartier voorsprong nemen, maar door het werk van Katjoesja en Rabobank voor hun kopmannen Joaquim Rodríguez en Denis Mensjov, werden ze reeds in de eerste kilometers van de slotklim gegrepen. Al dat werk was uiteindelijk voor niets: Rodriguez verloor 59 seconden, Mensjov meer dan vijf minuten. Ezequiel Mosquera was de eerste echte kopman die aanviel, op 4 km van de streep. Hij kreeg Vincenzo Nibali en Rodruiguez mee, maar deze twee trapten op hun adem. Igor Antón had zijn klim echter het best ingedeeld en raapte een voor een de overmoedige aanvallers op. Onder de rode vod liet hij ook Mosquera ter plaatse. Antón won zo zijn tweede etappe in deze Vuelta met drie seconden voorsprong op Mosquera. Derde werd Xavier Tondó op tien seconden, die ook nog terug kon komen uit de achtergrond. Antón deed met deze ritzege een gouden zaak in het algemeen klassement: zijn dichtste achtervolger werd Nibali op 45 seconden. Ook in het puntenklassement en het combinada-klassement nam hij de leiderstrui over. De blauwe bollen bleven rond de schouders van de Fransman David Moncoutié.

## Uitslagen
| Plaats  | Naam              | Ploeg                 | Tijd     |
| ------- | ----------------- | --------------------- | -------- |
| Winnaar | Igor Antón        | Euskaltel-Euskadi     | 5u25'44" |
| 2       | Ezequiel Mosquera | Xacobeo-Galicia       | + 0'03"  |
| 3       | Xavier Tondó      | Cervélo               | + 0'10"  |
| 4       | Marzio Bruseghin  | Caisse d'Epargne      | + 0'15"  |
| 5       | Rigoberto Urán    | Caisse d'Epargne      | z.t.     |
| 6       | Vincenzo Nibali   | Liquigas              | + 0'23"  |
| 7       | Fränk Schleck     | Team Saxo Bank        | z.t.     |
| 8       | David Moncoutié   | Cofidis               | z.t.     |
| 9       | Íñigo Cuesta      | Cervélo               | + 0'32"  |
| 10      | Carlos Sastre     | Cervélo               | z.t.     |
|         |                   |                       |          |
| 27      | Gianni Meersman   | La Française des Jeux | + 1'41"  |
| 30      | Laurens ten Dam   | Rabobank              | + 2'04"  |

| Plaats    | Naam              | Ploeg              | Tijd      |
| --------- | ----------------- | ------------------ | --------- |
| Rode trui | Igor Antón        | Euskaltel-Euskadi  | 47u37'15" |
| 2         | Vincenzo Nibali   | Liquigas           | + 0'45"   |
| 3         | Xavier Tondó      | Cervélo            | + 1'04"   |
| 4         | Joaquim Rodríguez | Katjoesja          | + 1'17"   |
| 5         | Ezequiel Mosquera | Xacobeo-Galicia    | + 1'29"   |
| 6         | Marzio Bruseghin  | Caisse d'Epargne   | + 1'57"   |
| 7         | Rubén Plaza       | Caisse d'Epargne   | + 2'07"   |
| 8         | Rigoberto Urán    | Caisse d'Epargne   | + 2'13"   |
| 9         | Nicolas Roche     | AG2R               | + 2'30"   |
| 10        | Fränk Schleck     | Team Saxo Bank     | z.t.      |
|           |                   |                    |           |
| 26        | Jan Bakelants     | Omega Pharma-Lotto | + 8'01"   |
| 27        | Laurens ten Dam   | Rabobank           | + 8'07"   |

## Nevenklassementen
| Plaats      | Naam             | Ploeg              | Punten |
| ----------- | ---------------- | ------------------ | ------ |
| Groene trui | Igor Antón       | Euskaltel-Euskadi  | 75     |
| 2           | Philippe Gilbert | Omega Pharma-Lotto | 61     |
| 3           | Mark Cavendish   | Team HTC-Columbia  | 60     |
|             |                  |                    |        |
| 61          | Laurens ten Dam  | Rabobank           | 7      |

| Plaats                | Naam             | Ploeg              | Punten |
| --------------------- | ---------------- | ------------------ | ------ |
| Bolletjestrui (blauw) | David Moncoutié  | Cofidis            | 41     |
| 2                     | Serafín Martínez | Xacobeo-Galicia    | 36     |
| 3                     | Gonzalo Rabuñal  | Xacobeo-Galicia    | 25     |
|                       |                  |                    |        |
| 13                    | Niki Terpstra    | Team Milram        | 5      |
| 17                    | Philippe Gilbert | Omega Pharma-Lotto | 4      |

| Plaats     | Naam              | Ploeg              | Tijd |
| ---------- | ----------------- | ------------------ | ---- |
| Witte trui | Igor Antón        | Euskaltel-Euskadi  | 6    |
| 2          | Xavier Tondó      | Cervélo            | 21   |
| 3          | Ezequiel Mosquera | Xacobeo-Galicia    | 22   |
|            |                   |                    |      |
| 7          | Philippe Gilbert  | Omega Pharma-Lotto | 51   |
| 20         | Laurens ten Dam   | Rabobank           | 113  |

| Plaats | Ploeg             | Tijd       |
| ------ | ----------------- | ---------- |
|        | Caisse d'Epargne  | 142u19'52" |
| 2      | Katjoesja         | + 6'46"    |
| 3      | Euskaltel-Euskadi | + 8'49"    |

## Opgaves
- Philip Deignan (Cervélo)
- Markus Fothen (Team Milram) - Niet gestart

1e etappe ·
2e etappe ·
3e etappe ·
4e etappe ·
5e etappe ·
6e etappe ·
7e etappe ·
8e etappe ·
9e etappe ·
10e etappe ·
11e etappe ·
12e etappe ·
13e etappe ·
14e etappe ·
15e etappe ·
16e etappe ·
17e etappe ·
18e etappe ·
19e etappe ·
20e etappe ·
21e etappe
Startlijst · Eindstanden · Afbeeldingen